# まりんスクランブル
『まりんスクランブル』は水田恐竜による日本の漫画作品。『イカしてソーロウ』（ぶんか社）に連載され、単行本は2巻まで発売された。

## 概要
離婚していた両親の死をきっかけに共に暮らすことになった兄妹を主人公にした4コマギャグ漫画。ところが兄であるまりんはオカマであり、妹のあづさはその変態ぶりに困惑していた。
オカマが主人公である作品の特徴として、ほぼ毎回のように「兄 まりん」「妹 あづさ」と紹介されるほか、アソコを隠す黒い丸に「♂」がついており、肉棒が垂れている時は下を向き、勃起しているときは上を向いている（これはオカマ仲間のルミナも同様である）。
ちなみに2011年現在までに単行本の発売された水田恐竜の連載作品の中で、主人公が「男」であるのはこの作品のみである。

## 登場人物
海野まりん
この作品の主人公でオカマである。またファザコンでもあり自分の父親を理想の男性にあげているが、特別男好きでもなく、まりん曰く「アーちゃん（あづさ）になら」といった事があるので、妹のあづさでも問題ないまた遭難した時処女（童貞）で死にたくないため本気であづさを犯そうとしたこともあった。
普通の女性より女性らしく振舞っているため学校の男子からモテるようでラブレターを貰ったり、海でナンパされることもあった（ただしラブレターは全て燃やしてしまい、ナンパされた時は「パパに比べりゃあんなの子供よ」と発言している）。
オカマである事は学校では秘密にしており、あづさが「男だって学校でバラすぞ」と脅した時は、「なんですって！！」とブチ切れたことが初期にはあったが、のちにサトルと白川先生にバレてしまう（まりんは2人に「お互い秘密は守りましょうね」と念を押したが、サトルの「隠し撮り」と白川先生の「レズ」は学校では知れ渡っている）。
妹のあづさには何かと胸や尻を触ったり、自分のアソコをためらいなく見せたり触らせたりするのであづさには毎回の様にボコボコにされている。更にお互い年頃にもかかわらず一緒に風呂に入ろうとしていた（理由は「姉妹なんだから」や、「パパとはいつも一緒に入ってスミズミまで洗いっこしてた」ため）。
また女性の生理に強いあこがれを持っており、生理用品のCMを集めたビデオを作ったり、あづさの月経周期をカレンダーにつけたりもしていた（しかも正確に）。
非常に多趣味で特技も多い。詳しくはまりんの趣味・特技を参照。
生活費は両親の遺産（保険料含む）があるので生活には困らず、お金の管理はまりんが担当している（また自分とあづさのお小遣いも決めている）。
自分の体のヘアは徹底的に手入れしている。特にヒゲは1日に3回は剃らないといけない。またアソコの毛も手入れしているので短く、風呂で長い抜け毛はあづさのだとわかってしまうくらい短い（その時短めを証明するため、自分のアソコをあづさに見せてしまう）。
オカマなので胸がないのをごまかすために、胸パットを詰めたりコンドームを膨らませて詰めたりしたこともある。豊胸手術をあづさやルミナにすすめられたこともあったが、「親からもらった体を傷つけるなんてできない」やプッチンプリンみたいに乳首がとれて詰め物が落ちると怖いから嫌という理由でやっていない。
男物の服を着ることは滅多になく、あづさに勧められ学ランを着たことがあったが、下がスカートだったためあづさにぶたれてしまった。七五三の時、氏神様の祟りを恐れて男の晴れ着を着ていた。また、花見で女子トイレが混んでいる時男子トイレに入らずルミナと一緒に大人用紙オムツにオシッコを済ませた。インキンになった時「通気性の良い下着を履くこと」を知ったときは「トランクスなんかはくもんか」と抵抗していた。
作者の他作品（じゃ夢パラダイス、オトナのお菓子）に髪型がまりんによく似たモブキャラが少し多めに登場している。
海野あづさ
まりんの同い年の妹（誕生日が3月3日でまりんとは10ヶ月違い）であり、離婚の時母親はすでにあづさを身ごもっていた。
性格はまりんと違い非常にがさつでまりんに勝てるのは体力的なところだけである（ただしスケートは初心者のためまりんに負けている）。
まりんには毎回の様にセクハラをくらいボコボコにしている。ただし一度ヒゲが生えてるかどうかを確かめるためにまりんの部屋に忍び込んだ時、まりんの朝勃ちを見てしまいボコボコにされたことがある。
基本的にまりんのことは呼び捨てで、はじめは「お姉さんって呼んでね」と言われたこともあったがオカマなので呼ぶことはなかった。ただし一度だけ「お姉サマ」と呼んだことがある。その他にもまりんが「姉妹」と言うと「兄妹」と訂正したりしていた。
基本的に男性器には免疫が無くまりんのアソコを見ると逃げ出したり「とっととしまえ!!」と怒るが、まりんのキンタマを蹴ったり「ヨコチン」や「ハミキン」と堂々と言っていた。またサトルのキンタマを知らずに蹴ったことがあり、その時は「キンタマバスター」という恥ずかしい称号が付けられた。
まりんが自分より女らしい所を見て、「本当の女だったらいい嫁さんになるんだろうな」とつぶやいたり、いつかまりんが本当の「女の子の日」を迎えられるようにといった時は「ゆずってやりてーよ」とつっこんだこともあるなど、女らしいところは認めている（ただし、可愛いところは認めておらず、まりんの運動会の時のビデオをほのぼのと見たあと「一瞬可愛いと思っちまったぞ。どーしてくれる」とキレてしまった）。
一度まりんの「インキン」を白川先生にバラしたとまりんが勘違いしたため、逆恨みで「インキン」をうつされたことがあったが、まりんよりは早く治った。
酒が非常に弱くちょっとだけでも飲むと混乱してしまう。一応それは自覚しているものの、まりんが作った料理に酒が入っていることを知らずに食べたり、まりんやルミナの下ネタから逃げるため酒を自分から飲んだこともあった。酔ったときは何があったか覚えておらず、ルミナのキンタマを使った一発芸を放ったり、オシッコしたくなった時にはルミナの「電柱ですれば」という言葉を鵜呑みにして、そのまま電柱にオシッコをしたこともある。
方向音痴でありマウンテンバイクで静岡県まで走ったことがあり、バス釣りに行こうとしたらなぜか海に着いたり、ジョギングでは知らない道を走るとすぐ道に迷ってしまう。
このことからツッコミ役だった彼女は次第にボケ役に変化していきまりんたちによくつっこまれるようになってきた。
白川先生にはよくエッチの標的にされ、睡眠薬や麻酔をくらわされるが後半になってくると飲んだふりやかかったふりをするようになる（まりんは白川先生の手伝いをしていた）。
また靴のサイズはまりんより大きく上履きを貸してもらったとき、サイズがキツくてまりんの方が女らしいことにショックを受け履かずに過ごしていた。
意外とビビリで怖いものを見ても「つくりもの」や「ヤラセ」といっていたが実はチビッていたところをサトルに撮られたこともあった。
まりんと対戦ゲームをしてはよく負け、罰ゲームを食らう。またルールには忠実な性格でもあり、セクハラ同然の罰ゲームでは、文句を言わずに下着姿になったり、両方の胸にクラッカーをつけたりしていた（ただし、人前でバニーガールになる等極端に恥ずかしい状況では駄々をこねたりする）。
ネコやウサギのかぶりものをよく被らされる。被っている最中まりんのセクハラに怒ってばかりいるが、かぶりものの顔が笑っているため非常にギャップが出ている。
眠りが深く風邪を引いた時はパジャマや下着を着替えさせられたり、座薬を入れられたりしていた。
まりん・あづさの父親
まりんとあづさの母親との密会でセックスの最中の「腹上死」で亡くなった（妻は腹下死で亡くなり、つながったまま離れず、お棺も特注サイズだった）。
女の子が好きで男だったまりんを女らしく育て上げた結果普通の女性よりも女性らしいオカマになってしまった。またビデオ撮影を積極的に行いまりんのヌード撮影も行なったことがある。
妻とつながって離れられなくなったとき、まりんに切られそうになった。またお骨はクマのぬいぐるみの詰め物にされていた。
まりん・あづさの母親
まりんを産んで夫の育て方に不安を感じすぐ離婚した。離婚の時にはあづさを身ごもっており、あづさを女手一つで育てていくようになる。その育て方は乱暴で泳げなかったあづさを無理やり泳がせたりしていた。まりんの父親とは違い生活費に余裕が無かった。またお骨はウサギのぬいぐるみの詰め物にされていた。
まりん・あづさの叔父
まりんの父親の弟。葬式のときは「一人前の男なんだから」といってまりんにボコボコにされてしまい、仕事で久しぶりにまりんの家に来たときはストーカーと間違われて、まりんにはスタンガンなどの凶器、さらにあづさにはプロレス技をかけられてしまうといった悲惨な展開が多い。また、あづさが赤ちゃんの頃にあづさの母親は働いており、代わりに世話をしていた。
やす代
まりん・あづさのクラスメイト。まりんとの付き合いはあづさより長いがまりんが男だということに全く気づかない。またあづさからキンケリを食らって悶絶しているところを見ても「？」としか反応しなかった。その他にもまりんのもっこりをドテ高だと勘違いしてついたこともある。
白川先生にはエッチの標的にされ、クロロホルムをかがされて犯されそうになった所であづさに助けられた。後に梶木と付き合うようになってから夏休みの間にしまくっており、白川先生は泣いてしまった。
彼女の鼻の上にそばかすがあったが、後半になってからはない事も多くなった。
河合サトル
まりん・あづさのクラスメイト。身長はまりんより小さく、目元は黒く塗りつぶされたようである。隠し撮りマニアでシャッターチャンスがあれば瞬時に撮ろうとする。また撮った写真はよく男子に売りつける（写っているのは女子なので白川先生も買いに行く）
また撮影にはこだわりがあり、いいアングルを撮るためウェットスーツを着てプールの中に忍び込んで撮影していた。さらに風呂の中に潜り込み、あづさの入浴シーンを撮影したりもしていた。
後半になると、撮影の仕方に工夫が入っていき、変装したり、ケガをしていないのにギプスをつけたり、ハトを使って見とれているスキにパンツを撮ろうとしたこともある。
まりんが男だと気づいたのは、まりんのパンツの隠し撮りを続けた結果、ハミキンとヨコチンが見えてしまった上、パンツの黄ばみの部分が女子とは違うことだった。その事もあってか、お互い敬称を付けて呼び合っていた2人は呼び捨てになった。また、ルミナもサトルにもっこりを撮られすぐにバレてしまった。
あづさに惚れており、女子ロッカーに忍び込みラブレターを渡したあとこっそり隠れているところにキンケリをくらわされ、気まずい状態になったが、紆余曲折を経てようやくデートにたどり着いた。しかしあづさの好きな「たこ焼きの青のり抜きマヨネーズたっぷり」を買って来た時、「好きな人のことでしたらなんでも」という所でいいムードになった直後あづさのプライベートを色々と話してしまったため、キンケリをくらい恋愛関係は発展せずに終わった（また、状況を知らなかったまりんのことも色々と暴露して、叩かれてしまう）。
管理人
1巻のクリスマスとお正月に登場した。穏やかな外見とは裏腹に意外と思い込みが激しくクリスマスパーティーの最中に突然「ドラッグや乱交はまだかね？」と言ったり、お年玉をあげるつもりが援助交際の手当（まりんとあづさの分）に変更したりとやることが非常に危なっかしい。
白川先生
まりん・あづさの学校の保健医。
極度のレズビアンであり男に対して非常に冷たく、柔道でケガをした男子生徒の関節を外して病院送りにしたり、バレンタインデーには男性教員に下剤入りのチョコレートを渡している。
その反面女には非常に優しく振舞っているが、基本的にただの色情狂でほとんどの女子がエッチの標的となっている。そのことからあづさ曰く「患者の女のコ片っぱしから押し倒して病院クビになり学校の保健医になってからも女生徒に次々と毒牙をかけて学校を転々としている色情狂の白川先生」という悪名がついている。
またまりんが男だと知らなかったときは他の女子と同じく標的にしており濃縮ガラナエキス入りのチョコレートをあげた事もあり、アソコがギンギンになっているのを下剤と間違えたかと勘違いしていた。しかしあづさのもくろみで保健室に2人きりにさせたとき、男だということを知ったが、何故か友情が芽生えた。その後まりんがうまいことを言ったあとナプキンをあげたり、分娩台をあげたりと普通の女子と扱いが同等のままでいた。またまりんが本物の女だったらと嘆いていたこともあった（その時まりんは「する？」と照れながら質問した）。
まりんの他にサトルとも仲がいいときもあり、隠し撮り写真を買ったり、まりんとサトルと白川先生の3人で即売会を行なったりもしていたが、その他での扱いは普通の男子と変わらない。
まりん・あづさに無人島生活を強制したこともあり、無人島に入っていきなり裸になりまりん・あづさの前で満面の笑みでオシッコをしたこともあった。
ルミナが登場してからは出番がなくなったが、最終回で登場した。そのとき孤島を買って女の子だけのハーレムを作る夢を語った後、資金を稼ぐためのまりんに自分で作ったスマートドラッグ（合法ドラッグ）を売った。
花粉症に悩まされており、デパートでまりん・あづさに偶然会った時、花粉をよけるためにガスマスクをつけていた。しかしコートの下はエッチの時に着るレオタードであった（白川先生曰くトータルコーディネート）。
梶木
まりん・あづさのクラスメイトで寿司屋の息子。まりんが魚を使った合成写真を見てまりんに興味を持つが本当は女体より魚体が好きで、人魚のまりんを見て「なんてキレイな、紅ジャケ♥」といってまりんにハリセンでつっこまれ、それ以後は生魚や干物をあげたり、鯛の骨で作ったピアスをプレゼントする。
夏休み明けには、やす代と付き合うようになり、まりんに興味がなくなった上、魚ネタも登場しなくなった。
はじめに登場した時は隣のクラスにいたが、文化祭ではコスプレカフェでコーヒーを作っていたのでいつの間にかクラスメイトになっていた。
つぐみ
「民宿もず」の看板娘で、両親がいない時は一人で経営を切り盛りしている。
まりん・あづさとの出会いは2人が遭難し「処女で死にたくない」「それを言うなら童貞だろ」というやりとりの最中に話しかけた所から始まる。そのためまりん・あづさがヤバイ関係だと思い始め姉妹と聞いた時は余計に怪しく感じてしまう。
クマ退治のために手製のスタンガンを作り、まりん・あづさが遭難したときクマが現れた時に使ったが東京に行った時電車の中にいたチカン退治にも使った。
まりんが五右衛門風呂の正しい入り方を知らず、まりんが裸でのぼせていた所でまりんのアソコを見てしまったため、まりんが男だと知ってしまい、パニックに陥りながらスタンガンを向けた。
夏にも登場しており、東京に遊びに来たときは、ブルセラに売るため洗っていないパンツを沢山持ってきたり、東京に来た記念のテレクラで7人の男に電話をかけたりしていた。
また写真を撮られるのは「早死したくないから」や「霊が写る」という理由で消極的で、まりん・あづさとプリクラを一緒に撮ったときはハジッコにいたりしていた。
終盤で裏山にスキー場を作り、まりん・あづさを招待したが実験台扱いされているとまりん・あづさが感じたときはあづさに雪ダルマにされてしまった。
父親は冬になるとギックリ腰になり、母親は病院でつきそいのためいないことが多く、まりん・あづさが夏に来たときに1コマしか登場しなかった。
また、2巻の裏表紙にも登場しており、バニーガールのルミナのもっこりを見てスタンガンを持ちながら困惑していた（また、作中では2人が共演することはなかった）。
ルミナ
まりんと同じオカマで本名・年齢は不明。まりん・あづさとの出会いは変質者を倒すためまりんが細工したメリケンナックル入りのミトンをたまたま歩いていた所をぶつけられ気絶した事からはじまった。またシャワーから上がった後まりんの事をいきなり友達だと言った時あづさはセールスか宗教かと思っていたが、ルミナはまりんがオカマだということに気づいていた（ルミナ曰く同類は一目でわかっちゃうとのこと）。
非常に明るい性格だが、あづさに憎まれ口を叩かれるとプロレス技や地獄車をかけたり、怒りながらカタキンを見せ「お年ダマ」をいうギャグをした。またあづさに三角絞めをかけた時、自分のアソコがあづさの顔にあたり「あ、気持ちいい、ラストまでイッていい」と言っていたため相手が女でも感じる。
本来はゲイバーで働いているがまりん・あづさが自分と同じ高校の出身だと知るといきなり転入生になり学生気分を味わおうとした上ゲイバーもやめてしまった。その後の生活は援助交際で稼いでおり、ゲイバーよりも稼ぎがいいためルミナにとっては余裕そのものであった。また手続きは常連客であった校長先生のコネを利用した。
チカンに襲われた時護身術をかけたが返り血が出るほどボコボコにしたため、過剰防衛を問われそうになりまりんの家にかくまって欲しいと頼んだ事があった。
目元は閉じたタレ目が重なったようなものであるが、びっくりしたとき目が開いた事が2回ある（1回目はサトルが瞬時に隠し撮りをしているのを見た時で2回目はあづさが酔っ払いアソコを頬に当てられた時である）。
蘭丸
あづさが拾ってきたネコで、マンションでは飼えないためもらってくれる人が見つかるまで面倒を見ることになった。名前はまりんがつけたが、小姓（森蘭丸の職業）は付き人兼愛人でもあると言ったとき、「そっちの世界へつれてくな！」とあづさにつっこまれてしまう。
十分にしつけられていないためまりんは蘭丸に色々とひどい目に合わされてしまう。例えばまりんのブラウスにオシッコをひっかけたり、断水のチラシを破ってしまったため何も準備しないまま断水になってしまったりまりんが育てていたランの葉っぱを食べてしまったり、足をひっかかれたりしていた（あづさは腹をひっかかれた程度だった）。
貰い手を真剣に探そうしたとき実は三毛猫だということがわかり、まりんは50万円で引き取れそうだと思ったがルミナ曰くジャパニーズボブテイルでなければ50万円はいかないらしい。その後は貰い手が見つかったのか出番は一切なくなった。

## まりんの趣味・特技
コスプレ
詳細はまりんのコスプレを参照
料理
１日三食まりんが料理を担当している。味はあづさ曰く「まりん料理人になれるよ」と褒める位である。しかしエスカルゴ料理を作った時まりん・あづさは食あたりを起こしてしまった（野生のカタツムリにはバイ菌だらけだということを知らなかったため）。
お菓子作り
色々なお菓子を作りあづさに食べさせ、「うまい」と言われるが和菓子を作るときは和服で、タコ焼きを作るときはタコ焼き屋の服装で作っていた（まりん曰く見てくれる人がいると張り合いがあるから）。
ビデオ撮影・編集
あづさの小さい頃のビデオが無かったので、まりんは今からでも遅くないということで撮影を始めた。しかし食事中はまだしも風呂の中を撮ろうとしたり、着替えを撮ろうとしていた。その他にもあづさのパンツを逆さ撮りしてサトルに1万円で売りつけようとしたこともあった。
女性ホルモン剤
あづさは麻薬と勘違いし注射を壊したが、まりんは「高かったのよ。女性ホルモン剤」といって、あづさは皿洗い10日の罰を受ける。
フィギュア製作
バレンタインの時、まりん・あづさのチョコレートフィギュアを作成し、展示したり即売したりしていたが、あづさにナベで溶かされてしまった。また仏壇の父親に見せるため、等身大のまりんのチョコレートフィギュアを作成した。また寅年にちなんで寅のコスプレをしたまりんの鏡餅フィギュアを作ったこともあったが、失敗作はバラバラにして七輪で焼いたので「うわ～猟奇」とまりんは引いていた。
ゲーム
あづさがゲームセンターでまりんに負けて嘆いたときまりんは修行のために合計120万円かけて買った筐体（ハード）と基盤（ソフト）を使っていると告白した。それからはあづさが対戦ゲームで負けるたびに派手な服を着せられたり、お小遣いがパーになるというのが定番になっていた。また、稀にまりんが負けることもあり、正月にはあづさに墨を塗られていた。
髪の毛のセット
あづさの髪を可愛くしようと思ったがあづさに「服だけならともかく髪の毛までイジられてたまるか！」と拒否されたがまりんはこっそり白川先生に貰った睡眠薬を飲ませ寝ている間にアニーの様な髪型にセットしたが、あづさは気に入らなかったため元に戻そうとしたが、スーパーサイヤ人の様に逆立った髪型に変えてあづさを激怒させた。ちなみに睡眠薬をあげた白川先生はまりん・あづさの家に突然上がり込みエッチな事になるかと勘違いしてしまった。またローションと間違えてアソコにパーマ液を塗り「ひ～しみる！！」と悶絶してしまった。
美容体操
体育の準備体操の時、やす代がまりんの柔軟な体に驚き、「毎日1時間は美容体操してるから」と発言。またダンベル体操の時は家の中でやるためあづさとまりん・あづさの叔父からもっこりを指摘される。その他にもレオタードでラジオ体操に参加したこともあった（ただし子供達とは全く違う型だった）。
衣類を似せて作る
まりんが買った服を徹夜で本物と全く同じように作り、返品してお金を儲けようとしていた。まりん曰くたまにしかやってないと言っているが、服を返品したときに買ったパンツが自分で作った偽物だったのであづさに「本当にたまにか？」と疑われてしまった。
先物取引
臨時収入が手に入ったのであづさがどんなバイトなんだと問い詰められて告白した。あづさに先物取引について教えたときニューヨークの市場でまりんが買った砂糖が150万円も損をしてしまった。これにはあづさは「ヤバイからやめようよ～」とパニックになったが、もともとまりんのお小遣いのうちでやっているためまりんは気にしていない。またお金に絡んだ話題になるとあづさが「先物取引が云々」と一時期つぶやくようになる。
マンガ
即売会のために描いている事が多いが、ほとんどがあづさ絡みのヤバいネタだったためあづさに殴られたり、マンガを破られたりしていた。またサトルが撮った写真をアニメタッチの絵に変える技術も持っている。
合成写真
サトルに引き伸ばし機と現像セットを安く譲って貰ったが作っているほとんどがあづさのエッチな合成写真だったため破られてしまう。また白川先生に頼まれて白川先生とあづさがエッチしている合成写真を作ったこともあった。またこれがきっかけで梶木と妙な関係になってしまう。
バレエ
子供の時にバレエを習っていたビデオをあづさに見せた後、サイズが小さいにもかかわらずわざわざ着たり、ヨコチンを出しながらアラベスクを披露した。
線香
思いつきでカレーの匂いの線香を作り、あづさの目覚まし用にあづさの大好物アジの干物線香やクサヤの線香まで作った。
また、きき香の時サトルがチーズの匂いがすると思ったのはあづさのパンツの匂いだった。
盗聴
焼きイモを食べた後、あづさのズボンのポケットに盗聴マイクを仕込みオナラを録音した。その後虫の音と一緒にあづさのオナラの音が入ったカセットテープを作り、あづさに聞かせた。ちなみにあづさはズボンのポケットにマイクが入っているのに気づくまでで13回オナラをした。
フィギュアスケート
スケートリンクでプロ顔負けの色々な技を披露し周囲を驚かせた。また一緒に滑っていたあづさはスケートは初心者なのでまりんにコケにされていた。
細工
パンツや小物を使って色々な物を発明する。また釣りではあづさが何時間かけても釣れないのに対してまりんはニボシとイヤリングでブラックバスが釣れたり、陰毛の毛バリを冗談で作った時イワナの大物が釣れたこともあった。

## まりんのコスプレ
チアリーダー
体育祭になると、チアリーダーのコスプレであづさを応援する。また種目ごとに衣装を変更したためあづさにショーパブのガールかとつっこまれてしまう。
また徹夜で作ることもあり、まりん曰く「お弁当作りの方は2時間もあれば」という程時間をかけていた。終盤ではルミナと一緒に応援していた。
騎手
体育祭の騎馬戦の時、騎手であるまりんが前にいたあづさにムチと拍車を使い崩れてしまった。
サンタクロース
クリスマスにサンタクロースになってあづさのパンツにプレゼントを詰めた。
鬼
節分の時にあづさが鬼役がいないと盛り上がらないと言った時、まりんが鬼になりきったがもっこりが出てしまい外に追い出される。その後は節分になると虎柄の服を着るようになる。また赤鬼になりきるため体の温まる物を混ぜた卵酒を飲んだこともあった。
森高千里
花見の時、罰ゲームで花の精みたいな服を着せられたあづさはやす代にカラオケをすすめられるが目立つので遠慮していた。そこでまりんは「アーちゃんにだけ恥はかかせないから」と発言しいきなり服を脱ぎ森高千里が着るような派手な衣装を着てカラオケを歌った。しかしあづさにしてみれば、恥ずかしがるどころか楽しんでいるため余計に恥ずかしくなった。
ナース
風邪をひいたあづさを看病するために着替えたが遊び半分でやっているためあづさにぶたれてしまう。またすぐ後に医者の格好で看病しようとしたが、「お医者さんゴッコだったら一緒に遊べるじゃない」と全く懲りていなかった。
ナイチンゲール
風邪をひいたあづさに見せるため披露したコスプレ。まりんは急に笑いだし「アルチンゲール」というギャグをアソコを出しながら披露した。また体育祭でケガをした男子の看護をしていた時あづさに「お、アルチンゲール」と言われてしまう。ちなみに白川先生は女子用の救護テントを作り、眠らせてハーレムを作っていた。
流星ブルマリン
夏休み終盤になるとラジオ体操をしに現れる。ヒーロー（ヒロイン）風なので子供に人気がある。だらけた生活を矯正するという話題になったとき自転車を「ブルマサイクロン」に改造した。また、あづさも宿題を手伝ってもらう代わりに2号としてラジオ体操に参加した。最終回のルミナの将来の夢の話の時1コマだけ登場した。
イソギンチャクとクラゲ
梶木がイソギンチャクの帽子とクラゲのスカートを身に付けている姿を見てみたいと聞いた時まりんが作ったもの。また、コタツで寝ていたあづさにこっそりクラゲのスカートを履かせた事もある。
テニス用の秘密兵器
まりんはテニスが苦手なので、派手な衣装でウケを狙うために作ったもの。風邪をひいて球技大会に出られない時はあづさに少しの間だけ着せた事がある
綾波レイ
まりんが徒競走で何度もコケてしまい体中傷だらけになった事を利用して、ケガをした綾波レイを再現した。
子供服
ルミナのゲイバーでおママゴトサービスをやるのでまりんもその手伝いをしていた。またその時まりんとルミナは赤ちゃん言葉を使っていた。
雪女
一人二役で行う妖怪喫茶でまりんが雪女のコスプレをしたとき、あづさに雪女兼雪男といわれてしまった（本当はふた口女）
七面鳥
まりんがクリスマスに七面鳥を作った時に着たコスプレ。まりんはあづさに太ももを乗せたがアソコが顔に当たりそうなあづさはフォークで太ももを刺した。